# Municipio de Mound Prairie (Minnesota)
El municipio de Mound Prairie (en inglés: Mound Prairie Township) es un municipio ubicado en el condado de Houston en el estado estadounidense de Minnesota. En el año 2010 tenía una población de 606 habitantes y una densidad poblacional de 6,37 personas por km².

## Geografía
El municipio de Mound Prairie se encuentra ubicado en las coordenadas 43°47′36″N 91°26′19″O / 43.79333, -91.43861. Según la Oficina del Censo de los Estados Unidos, el municipio tiene una superficie total de 95.17 km², de la cual 93,9 km² corresponden a tierra firme y (1,33 %) 1,27 km² es agua.

## Demografía
Según el censo de 2010, había 606 personas residiendo en el municipio de Mound Prairie. La densidad de población era de 6,37 hab./km². De los 606 habitantes, el municipio de Mound Prairie estaba compuesto por el 98,68 % blancos, el 0,17 % eran amerindios, el 0,66 % eran asiáticos y el 0,5 % eran de una mezcla de razas. Del total de la población el 0 % eran hispanos o latinos de cualquier raza.